# 리소스 (윈도우)
마이크로소프트 윈도우에서 리소스(resource) 또는 자원은 식별 가능하고 읽기 전용인 데이터 조각으로, 특히 PE 파일과 같은 실행 파일에 포함되어 있다.
리소스를 포함하는 파일에는 EXE, DLL, CPL, SCR, SYS, MUI 파일이 있다.
Windows API는 컴퓨터 프로그램에 리소스에 대한 접근을 제공한다.

## 유형
각 리소스는 유형과 이름을 가지며, 둘 다 숫자 식별자 또는 문자열이다.
윈도우에는 미리 정의된 리소스 유형 세트가 있다:
- 커서 및 애니메이션 커서
- 아이콘
- 비트맵
- 대화 상자 템플릿
- 글꼴
- HTML 문서
- 문자열 및 메시지 템플릿
- 버전 데이터
- 매니페스트 데이터
- 임의의 (바이너리) 데이터

프로그래머는 사용자 정의 데이터 유형을 정의할 수도 있다.

## 사용법
윈도우가 실행 프로그램 파일에 대해 표시하는 아이콘은 파일의 첫 번째 아이콘 리소스이다. 파일에 아이콘 리소스가 없으면 표준 아이콘이 표시된다.
파일 탐색기는 파일의 속성에 있는 '버전' 탭에 파일의 버전 리소스의 측면을 표시한다.
국제화 및 지역화를 지원하기 위해 리소스는 자연어와 연결된다. 다른 언어에 대해 지역화되었지만 동일한 내용을 가진 리소스에 동일한 식별자를 연결하여 애플리케이션을 국제화할 수 있다. 다국어 사용자 인터페이스를 통해 윈도우는 선택된 언어에 대한 리소스를 사용하도록 설정할 수 있다.
Resource Hacker 또는 Resource Tuner와 같은 편집기는 EXE 또는 DLL 파일에 포함된 리소스를 수정할 수 있다. 이는 일반적으로 애플리케이션의 모든 문자열을 다른 언어로 번역하거나 해당 아이콘 및 비트맵을 수정하는 데 사용된다.

## 참고 문헌
1. ↑  “About Resource Files”. Microsoft. 2014년 2월 24일에 확인함.
2. ↑  “Resource Types”. Microsoft. 2014년 2월 24일에 확인함.
3. ↑  “Windows Resource Files”. Microsoft. 2014년 2월 24일에 확인함.